# ラッキー (ブリトニー・スピアーズの曲)
「ラッキー」（Lucky）は、アメリカ合衆国の歌手のブリトニー・スピアーズの楽曲。この楽曲は、彼女の2枚目のスタジオ・アルバム『ウップス…! アイ・ディド・イット・アゲイン』に収録され、アルバムから2枚目のシングルとして2000年7月7日にリリースされた。各国の週間シングルチャートでは、ドイツ、オーストリア、スウェーデン、スイスなどで1位、多くの国でトップ10に入り、イギリスで5位を記録した。アメリカでは23位に留まった。
曲の内容は全てを兼ね備えているように見える女優が実は孤独を抱えているといった内容。ミュージック・ビデオではその女優をブリトニー自身が一人二役で演じている。
テイラー・スウィフトはこの曲にインスパイアされており、2012年のアルバム『RED』に収録されている「ザ・ラッキー・ワン」で本曲との関連性を持たせているだけでなく、2011年のツアーではブリトニーへのトリビュートの意味を込めて本曲をカバーしている。
メーガン・トレイナーは自身の曲「マム」を制作するにあたって本曲をインスピレーションの基として挙げており、ティーン・ヴォーグ誌の「プレイリスト・オブ・マイ・ライフ」の中でも本曲を選んでいる。
ホールジーは2024年に本曲と同名曲を発表し、本曲をサンプリングしている。

## チャート
| チャート (2000)                              | 最高 順位 |
| -------------------------------------------- | --------- |
| オーストラリア (ARIA)                        | 3         |
| オーストリア (Ö3 Austria Top 40)             | 1         |
| ベルギー (Ultratop 50 Flanders)              | 9         |
| ベルギー (Ultratop 50 Wallonia)              | 10        |
| カナダ トップシングルス (RPM)                | 2         |
| カナダ アダルト・コンテンポラリー (RPM)      | 49        |
| カナダ ダンス/アーバン (RPM)                 | 39        |
| チリ (EFE)                                   | 3         |
| クロアチア向けエアプレイ (HRT)               | 1         |
| チェコ (Rádio – Top 100)                     | 1         |
| デンマーク (ビルボード)                      | 8         |
| エルサルバドル (EFE)                         | 1         |
| ヨーロッパ (Eurochart Hot 100)               | 1         |
| ヨーロッパ (European Radio Top 50)           | 2         |
| フィンランド (Suomen virallinen lista)       | 15        |
| フランス (SNEP)                              | 16        |
| ドイツ (GfK Entertainment charts)            | 1         |
| Guatemala (EFE)                              | 1         |
| ホンジュラス (EFE)                           | 10        |
| ハンガリー (マハーズ)                        | 9         |
| ハンガリー向けエアプレイ (Music & Media)     | 1         |
| アイスランド (Íslenski Listinn Topp 40)      | 3         |
| アイルランド (IRMA)                          | 2         |
| イタリア (FIMI)                              | 8         |
| オランダ (Dutch Top 40)                      | 4         |
| オランダ (Single Top 100)                    | 4         |
| ニュージーランド (Recorded Music NZ)         | 4         |
| ノルウェー (VG-lista)                        | 5         |
| ポーランド (Polish Airplay Charts)           | 2         |
| ポルトガル (AFP)                             | 6         |
| ルーマニア (Romanian Top 100)                | 3         |
| スカンジナビア向けエアプレイ (Music & Media) | 2         |
| スコットランド (Official Charts Company)     | 5         |
| シンガポール (SPVA)                          | 4         |
| 韓国 (GAON)                                  | 57        |
| スペイン (PROMUSICAE)                        | 12        |
| スウェーデン (Sverigetopplistan)             | 1         |
| スイス (Schweizer Hitparade)                 | 1         |
| UK シングルス (OCC)                          | 5         |
| UK インディ (OCC)                            | 1         |
| US Billboard Hot 100                         | 23        |
| US Pop Airplay (Billboard)                   | 9         |
| US Rhythmic (Billboard)                      | 14        |
| ベネズエラ (EFE)                             | 8         |

| チャート (2000)                         | 順位 |
| --------------------------------------- | ---- |
| オーストラリア (ARIA)                   | 29   |
| オーストリア (Ö3 Austria Top 40)        | 9    |
| ベルギー (Ultratop 50 Flanders)         | 49   |
| ベルギー (Ultratop 50 Wallonia)         | 55   |
| デンマーク (IFPI)                       | 44   |
| ヨーロッパ (Eurochart Hot 100)          | 23   |
| ヨーロッパ (European Radio Top 100)     | 21   |
| フランス (SNEP)                         | 100  |
| ドイツ (Media Control)                  | 10   |
| アイスランド (Íslenski Listinn Topp 40) | 34   |
| アイルランド (IRMA)                     | 29   |
| オランダ (Dutch Top 40)                 | 67   |
| オランダ (Single Top 100)               | 41   |
| ニュージーランド (RIANZ)                | 35   |
| ルーマニア (Romanian Top 100)           | 13   |
| スウェーデン (Hitlistan)                | 8    |
| スイス (Schweizer Hitparade)            | 25   |
| イギリス (OCC)                          | 63   |
| US Mainstream Top 40 (Billboard)        | 62   |
| US Rhythmic Top 40 (Billboard)          | 75   |